# William F. Baker
William Frazier Baker (Fulton, Missouri, Estados Unidos; 9 de octubre de 1953), es un ingeniero estructural estadounidense conocido por haber diseñado la estructura del Burj Khalifa, el edificio/estructura hecha por el hombre más alto del mundo, así como de varios otros edificios reconocidos. Actualmente es socio de ingeniería estructural en la oficina de Chicago de Skidmore, Owings & Merrill, LLP (SOM).
Baker fue elegido miembro de la Academia Nacional de Ingeniería en 2011 por su liderazgo en el desarrollo de estructuras innovadoras para rascacielos en todo el mundo.

## Carrera y educación
Después de obtener un título universitario en ingeniería civil por la Universidad de Misuri (1975), Baker trabajó brevemente para ExxonMobil y luego completó su maestría en la Universidad de Illinois (1980). En 1981, se unió a la firma de arquitectura e ingeniería Skidmore, Owings and Merrill, LLP (SOM) en Chicago; se convirtió en socio en 1996.
Ampliamente reconocido por su trabajo en rascacielos, Baker también participó en el Broadgate-Exchange House (Londres, 1990) y en el Pabellón de Entrada del Renaissance Center de GM (Detroit, 2005). También es conocido por su trabajo en estructuras de techo de gran luz, como la expansión del edificio norte de McCormick Place (Chicago, 1986), el Centro de Operaciones de Korean Air Lines (Seúl, 1995), la expansión del Centro Mundial de Comercio de Corea (Seúl, 2000), y el Centro de Convenciones de Virginia Beach (Virginia Beach, 2007). Baker ha colaborado con artistas como Jamie Carpenter (Raspberry Island-Schubert Club Band Shell, 2002), Iñigo Manglano-Ovalle (Gravity is a Force to be Reckoned With, 2010), Jaume Plensa (World Voices, 2010), y James Turrell (Roden Crater).
Entre los numerosos rascacielos en los que ha trabajado Baker se incluyen el AT&T Corporate Center (Chicago, 1989), el Trump International Hotel and Tower (Chicago, 2008), la Cayan Tower (Dubái, 2009), la Pearl River Tower (Cantón, 2009), el Nanjing Greenland Financial Center (Nankín, 2009) y el proyecto no construido 7 South Dearborn (Chicago, 2003). 

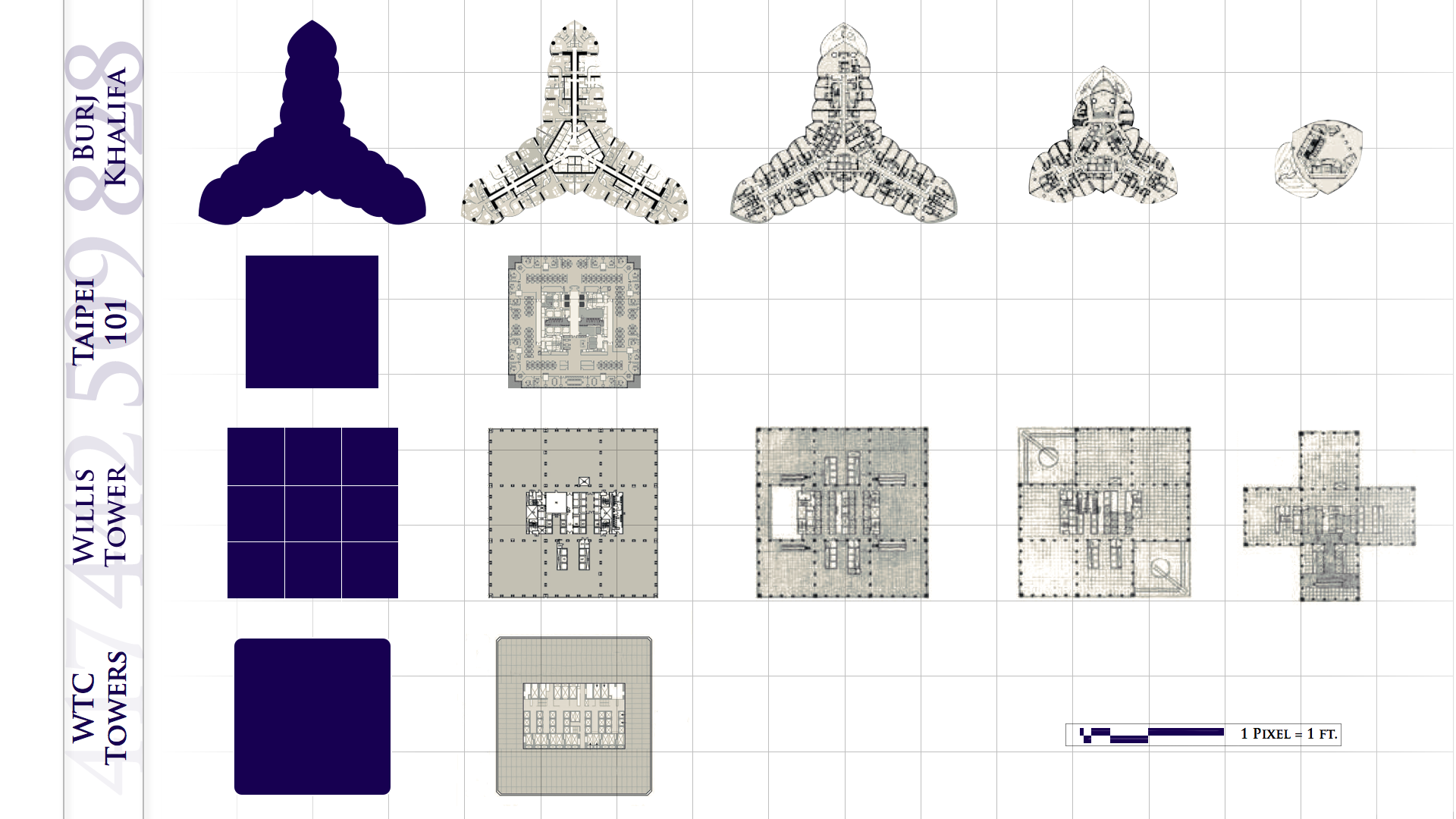
Una sección transversal comparativa de varias torres, de arriba a abajo desde el nivel del suelo: Burj Khalifa, Taipei 101, Willis Tower y el World Trade Center original

Es más conocido como el ingeniero del Burj Khalifa (Dubái, 2009), la estructura hecha por el hombre más alta del mundo. Para soportar las alturas récord de la torre, desarrolló el sistema estructural "buttressed core", consistente en un núcleo hexagonal reforzado por tres contrafuertes que forman una Y. Este sistema innovador permite que la estructura se soporte a sí misma tanto lateral como torsionalmente. También elimina la necesidad de transferencias de columnas y mueve las cargas de manera continua desde la aguja de la torre hasta sus cimientos.
Baker es miembro honorario de la American Society of Civil Engineers (ASCE) y de la Institution of Structural Engineers (IStructE). Es miembro de la National Academy of Engineering (NAE) y frecuentemente da conferencias sobre diversos temas de ingeniería estructural en los Estados Unidos y en el extranjero. En septiembre de 2014, fue elegido Fellow Internacional de la Royal Academy of Engineering (RAE).

## Premios
En 2014, Baker recibió el International Award of Merit in Structural Engineering de la International Association for Bridge and Structural Engineering y en 2013 el T.R. Higgins Lectureship Award del American Institute of Steel Construction.
En 2011, recibió el premio ASCE Outstanding Projects and Leaders (OPAL) Lifetime Award for Design. El 13 de mayo de 2010, la Institution of Structural Engineers le otorgó su Medalla de Oro, su máximo galardón. Baker fue el primer estadounidense en recibir el Fritz Leonhardt Prize For Achievement in Structural Engineering, el 11 de julio de 2009. El 20 de noviembre de 2008, recibió la Medalla a la Trayectoria Fazlur Khan del Council on Tall Buildings and Urban Habitat.
Baker es profesor honorario en la Universidad de Cambridge. Ha recibido doctorados honorarios de la Universidad de Misuri en 2017, del Illinois Institute of Technology en 2015, de la Heriot-Watt University en 2012 y de la Universidad de Stuttgart en 2011.

## Proyectos clave
- Burj Khalifa Dubái, Emiratos Árabes Unidos [9]
- Pearl River Tower, Cantón, China [10]
- Cayan Tower, Dubái, Emiratos Árabes Unidos [11]
- 100 Mount Street, Sídney, Australia [12]
- Manhattan West Development, Nueva York, Nueva York [13]
- Desarrollo de edificio de oficinas Manulife y puente peatonal, Calgary, Canadá
- Broadgate – Exchange House, Londres, Reino Unido [14]
- GM Renaissance Center – North Lobby, Detroit, Míchigan [15]
- Korean Air Lines Operations Center, Seúl, Corea del Sur
- Trump International Hotel and Tower, Chicago, Illinois [16]
- OTAN – Sede, Bruselas, Bélgica[17][18]
- Raspberry Island – Schubert Club Band Shell, St. Paul, Minnesota
- Millennium Park – Jay Pritzker Pavilion y BP Pedestrian Bridge, Chicago, Illinois [19]

## Educación
- Universidad de Illinois en Urbana–Champaign, Grainger College of Engineering, Maestría en Ingeniería Civil, 1980
- Universidad de Misuri, Licenciatura en Ingeniería Civil, 1975

## Asociaciones profesionales
- Fellow Internacional, Royal Academy of Engineering (RAE)
- Fellow, American Society of Civil Engineers (ASCE)
- Fellow, Institution of Structural Engineers (IStructE)
- American Concrete Institute (ACI)
- Comité de Especificaciones, American Institute of Steel Construction (AISC)
- Council on Tall Buildings and Urban Habitat (CTBUH)
- Earthquake Engineering Research Institute (EERI)
- International Association for Shell and Spatial Structures (IASS)
- International Association for Bridge and Structural Engineering (IABSE)
- National Academy of Engineering (NAE)[20]
- National Council of Examiners for Engineering and Surveying (NCEES)
- Structural Engineers Association of Illinois (SEAOI)
- Structural Engineers Association of Northern California (SEAONC)
- Structural Engineers Association of New York (SEAONY)
- Certificado en la Práctica de Ingeniería Estructural por el Structural Engineering Certification Board (SECB)
- Consejo del Presidente de la Universidad de Illinois